# Siti Nazirah Napisatul Munawaroh
Siti Nazirah Napisatul Munawaroh (* 28. März 1997) ist eine indonesische Speerwerferin.

## Sportliche Laufbahn
Erste internationale Erfahrungen sammelte Siti Nazirah Napisatul Munawaroh bei den Asienspielen 2018 in Jakarta, bei denen sie mit 37,86 m den zehnten Platz belegte.
2018 wurde Munawaroh indonesische Meisterin im Speerwurf.